# Renate Augstein

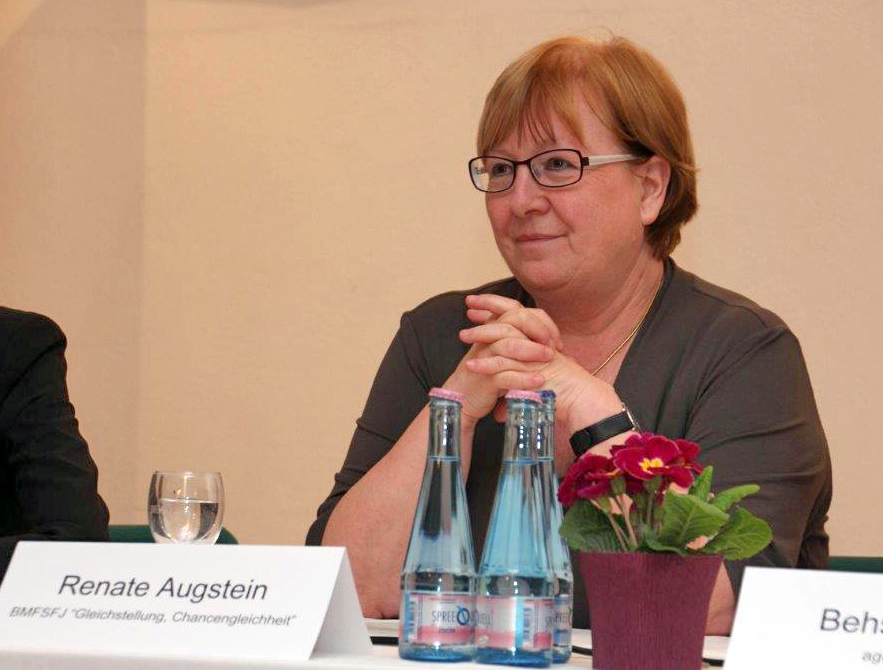
Renate Augstein (2014)

Renate Augstein (* 4. Dezember 1950 in Köln) ist eine deutsche Juristin. Sie war als Ministerialdirektorin von August 2012 bis zu ihrem Ruhestand parteilose Leiterin der Abteilung Gleichstellung im Bundesministerium für Familie, Senioren, Frauen und Jugend in Berlin. Augstein arbeitet als Autorin zu juristischen, rechts- und gleichstellungspolitischen Themen.

## Leben
Augstein absolvierte nach dem Abitur an der Kölner Ursulinenschule die Rechtspflegerausbildung am Oberlandesgericht Köln, anschließend studierte sie Jura an der Universität zu Köln. Augstein hat seit Ende der 1970er Jahre die Entwicklung der Politik der Bundesregierung im Bereich „Gewalt gegen Frauen“ maßgeblich bestimmt, indem sie wichtige Modellprojekte im Bereich Frauenhäuser und Intervention, Forschungsvorhaben zu Gleichstellung, Gewalt gegen Frauen, Prostitution und Gender-Mainstreaming unterstützte.
Nach dem zweiten juristischen Staatsexamen 1979 arbeitete sie zunächst als gesellschaftspolitische Referentin bei der Friedrich-Naumann-Stiftung in Bonn. Als Mitglied der FDP trat sie 1981 für die Streichung des Paragraphen 175 aus dem Strafgesetzbuch ein.

## Politik
Ende 1981 wechselte sie zum damaligen Bundesministerium für Familie, Jugend und Gesundheit und begann im Ministerium als Referentin im Referat Apothekenrecht und Gifte, bevor sie 1982 in den damaligen Arbeitsstab Frauenpolitik wechselte. 1988 wurde sie Leiterin des Grundsatzreferates Frauenpolitik, 1990 Leiterin des Referates Schutz von Frauen vor Gewalt. 2000 ging sie als Unterabteilungsleiterin nach Berlin und arbeitet dort seit 2012 als Leiterin der Abteilung Gleichstellung. Ihre Arbeitsschwerpunkte waren insbesondere die Bekämpfung von Gewalt gegen Frauen und die Implementierung von Gender-Mainstreaming in die Arbeit der Bundesregierung. Als Sonderaufgaben waren ihr die Umsetzung der EU-Gleichbehandlungsrichtlinien mit dem Aufbau der Antidiskriminierungsstelle des Bundes sowie die Entwicklung des Programms „Perspektive Wiedereinstieg“ übertragen.
Augstein erarbeitete  Gesetzentwürfe der Bundesregierung, insbesondere zum Schwangerschaftsabbruch, zur Strafbarkeit von Vergewaltigung in der Ehe und von sexuellen Übergriffen in der Therapie, zum Gewaltschutzgesetz und zum Prostitutionsgesetz, zum Allgemeinen Gleichbehandlungsgesetz und zum Gesetz zur vertraulichen Geburt sowie für die gleichberechtigte Teilhabe von Frauen und Männern an Führungspositionen in der Privatwirtschaft und im öffentlichen Dienst (Frauenquote).

## Ehrenamtliche Tätigkeiten
Augstein war Mitglied des Präsidiums der Evangelischen Aktionsgemeinschaft für Familienfragen (heute: evangelische arbeitsgemeinschaft familie, eaf) und war viele Jahre deren Vizepräsidentin. Hier erarbeitete sie politische Stellungnahmen und das Familienpolitische Programm der eaf.
Sie war Mitglied des Aufsichtsrats des Evangelischen Zentralinstituts für Familienberatung.
Im Deutschen Juristinnenbund war sie viele Jahre in der Strafrechtskommission aktiv und tritt häufig als Referentin bei Veranstaltungen des djb auf. Sie ist Gründungsmitglied des Vereins „Recht Würde Helfen“, der psychosoziale Prozessbegleiterinnen qualifiziert.

## Publikationen
Augstein befasst sich vor allem mit Rechts- und Gleichstellungspolitik. Sie wirkte an Rechtskommentaren mit (Kommentar zur Grundsicherung, Kommentar zum Prostitutionsgesetz), gab eine Ratgeberreihe im Rowohlt Verlag heraus, schrieb neben eigenen Veröffentlichungen Beiträge für zahlreiche Bücher anderer Herausgeber und erstellte Dokumentationen zu gesellschaftspolitischen Themen für die Friedrich-Naumann-Stiftung. Den Themenbereich „Gewalt gegen Frauen“ hat sie zudem für einen Fernstudienlehrgang der FernUniversität Hagen aufbereitet. Ebenfalls für die FernUniversität Hagen erarbeitete sie einen Vortrag und ein Seminar zur Hexenverfolgung.
- Abtreibung, Antidiskriminierungsgesetz. In: Johanna Beyer, Franziska Lamott, Birgit Meyer (Hrsg.) Frauenhandlexikon. München 1983, ISBN 978-3-406-09048-6.
- mit Hans-Georg Koch: Was man über den Schwangerschaftsabbruch wissen sollte. München 1984, ISBN 978-3-423-05239-9.
- Weibliche Gedanken zu männlicher Sexualität. In: Siegfried Rudolf Dunde (Hrsg.) Wenn ich nicht lieben darf, dürfen´s andere auch nicht. Hamburg 1987, ISBN 978-3-499-18227-3
- Nähe durch Distanz – am Beispiel unserer Wohnkultur. In: Siegfried Rudolf Dunde (Hrsg.) Geschlechterneid – Geschlechterfreundschaft. Frankfurt/Main 1987, ISBN 3-596-23862-5
- Jeder zweite Abgeordnete ist weiblich… Von dem beschwerlichen Marsch der Frauen in die Politik (Sammelbesprechung). In: Ilona Ostner (Hrsg.) Frauen, Soziologie der Geschlechterverhältnisse. München 1987, ISBN 978-3-486-64481-4
- Die nichteheliche Lebensgemeinschaft, Lesbische Lebensgemeinschaften,Am Ende einer nichtehelichen Lebensgemeinschaft. In: Doris Lucke, Sabine Berghahn (Hrsg.) Rechtsratgeber Frauen. Hamburg 1990, ISBN 978-3-499-12553-9
- Der Hexenhammer – vor 500 Jahren erschienen, heute noch aktuell. In: Ulrich Battis, Ulrike Schultz (Hrsg.) Frauen im  Recht. Heidelberg 1990, ISBN 978-3-8114-7490-1
- mit Hans-Georg Koch: Vergewaltigung/Gewalt in sexuellen Beziehungen/Sexuelle Belästigung. In: Siegfried Rudolf Dunde (Hrsg.) Handbuch Sexualität. Weinheim 1992, ISBN 978-3-89271-258-9
- Die Kampagne des deutschen Bundesfrauenministeriums zu Gewalt gegen Frauen. In: Anita Heiliger, Steffi  Hoffmann (Hrsg.) Aktiv gegen Männergewalt. München 1998, ISBN 978-3-88104-302-1
- Interdisziplinäre Zusammenarbeit im Bereich Gewalt gegen Frauen auf Bundes- und Landesebene. In: Friesa Fastie (Hrsg.) Opferschutz im Strafverfahren. Opladen 2002, ISBN 978-3-86649-140-3
- Zum Entwurf des Antidiskriminierungsgesetzes. In: Petra Brackert, Gabriele Hoffmeister-Schönfelder (Hrsg.) Rechtshandbuch für Frauen- und Gleichstellungsbeauftragte. Hamburg 2005, ISBN 978-3-931832-44-5
- Peter Dabrock, Renate Augstein, Cornelia Helfferich, Stefanie Schardien, Uwe Sielert (Hrsg.): Unverschämt - schön: Sexualethik: evangelisch und lebensnah. München 2015, ISBN 978-3-579-08222-6.